# Caaeteboia
Caaeteboia – rodzaj węży z podrodziny ślimaczarzy (Dipsadinae) w obrębie rodziny połozowatych (Colubridae).

## Rozmieszczenie geograficzne
Rodzaj obejmuje gatunki występujące endemicznie w Brazylii.

## Systematyka
Rodzaj zdefiniował w 2022 roku międzynarodowy zespół herpetologów (Brazylijczycy Hussam Zaher, Felipe Gobbi Grazziotin, Júlio César de Moura Leite i Sandro L. Bonatto, Amerykanin John E. Cadle oraz Kanadyjczyk Robert Ward Murphy) w opublikowanym w czasopiśmie „Papéis Avulsos de Zoologia” artykule zatytułowanym Filogeneza molekularna zaawansowanych węży (Serpentes, Caenophidia) ze szczególnym uwzględnieniem południowoamerykańskich Xenodontines: zrewidowana klasyfikacja i opisy nowych taksonów. Gatunkiem typowym jest (oryginalne oznaczenie) C. amarali.

### Etymologia
Caaeteboia: tupi caa-etê ‘prawdziwy las’; boia ‘wąż’.

### Podział systematyczny
Do rodzaju należą następujące gatunki:
- Caaeteboia amarali (Wettstein, 1930)
- Caaeteboia gaeli Montingelli, Barbo, Pereira-Filho, Santana, França, Grazziotin & Zaher, 2020